# Felicitas Schirow
Felicitas Schirow, geb. Weigmann, (* 14. Juni 1957) ist eine deutsche Sexworkerin und Prostitutions-Aktivistin.

## Leben und Tätigkeit
Schirow erlangte erstmals größere Aufmerksamkeit in der Öffentlichkeit wegen eines Prozesses, den sie um die vom Berliner Bezirksamt Wilmersdorf geforderte Schließung ihres Bordellbetriebes, des Café Pssst!, führte und mit dem Urteil des Berliner Verwaltungsgerichtes vom 1. Dezember 2000 (VG Berlin, 1. Dezember 2000 - 35 A 570.99) gewann. In der Urteilsbegründung des Gerichtes hieß es, die Prostitution sei heute nicht mehr als sittenwidrig anzusehen, es habe eine Veränderung der Wertvorstellungen gegeben. Obwohl das Bezirksamt Charlottenburg-Wilmersdorf im Februar 2001 gegen das Urteil Antrag auf Zulassung der Berufung stellte, erhielt Schirow die Konzession für ihren Betrieb im Oktober 2002 wieder.
Weitere Bekanntheit erlangte Schirow durch ihren öffentlichen Einsatz gegen die soziale Diskriminierung der Prostitution und für deren politische und rechtliche Anerkennung als Beruf. In diesem Zusammenhang trat sie mehrfach in Talkshows auf und gab Interviews in der Presse.
Nach Schließung des Café Pssst! im Jahr 2015 arbeitet Schirow seit 2017 wieder als Sexworkerin.
Sie ist geschieden und Mutter eines Sohnes (* 2008), den sie per Eizellspende bekam. Schirow ist die Halbschwester von Diane Weigmann.
Felicitas Schirow wohnt im Bundesland Brandenburg.